# Bofors 25 mm automatkanon
Bofors 25 mm är en svensk automatkanon utvecklad och tillverkad av Bofors. 

## 25 mm lvakan M/32
Under mellankrigstiden ledde flygets utveckling, främst störtbombtekniken till ökade möjligheter att träffa små punktmål, till exempel fartyg. För att möta detta uppstod behovet av väl fungerande snabbskjutande luftvärnskanoner.  Utländska typer hade visat sig mindre väl lyckade, varför marinförvaltningen år 1928 gav ett uppdrag till Bofors att utveckla en prototyp till en luftvärnsautomatkanon av 40 mm kaliber. På vägen dit togs en mindre modell med 25 mm kaliber fram. Det första fartyg som fick den var HMS Sverige som 1933 försågs med två enkla pjäser placerade på taken av de förliga 15 cm sidotornen. Dessa pjäser ersattes senare med två dubbla pjäser uppställda diagonalt på luftvärnsbryggan.
Sovjetunionen köpte ett antal Bofors 25 mm kanoner 1935 för att använda som bas för en ny 45 mm luftvärnskanon de ville utveckla. Under utvecklingen bestämde man att det skulle vara en 37 mm istället. Detta ledde till 37 mm M1939 (61-K) och 25 mm M1940 (72-K) som tillverkades i flera tusen exemplar.

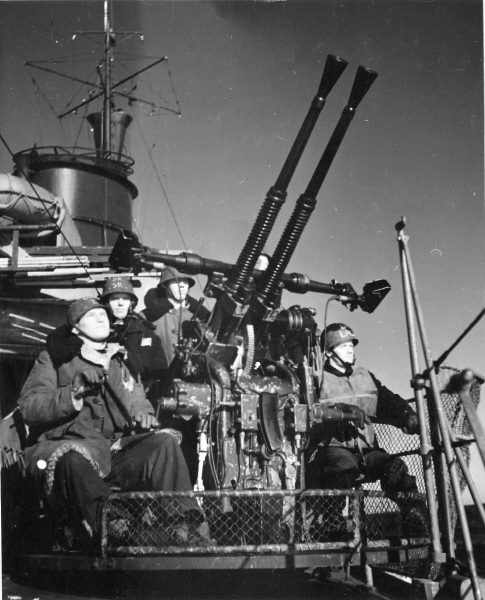
25 mm lvakan m/32 i dubbellavett på jagaren.